# بردگوری مورز ۱
بردگوری مورز ۱ مربوط به دوره پارت - دوره ساسانیان است و در شهرستان کوهرنگ، بخش بازفت، دهستان دوآب، جنوب غرب روستای مورز واقع شده و این اثر در تاریخ ۲۸ شهریور ۱۳۸۶ با شمارهٔ ثبت ۱۹۶۷۷ به‌عنوان یکی از آثار ملی ایران به ثبت رسیده است.